# نهائي كأس إسكتلندا 1970
نهائي كأس اسكتلندا 1970 هي المباراة النهائية من منافسة كأس اسكتلندا 1969–70، أقيمت المباراة في 11 أبريل 1970، في هامبدن بارك، بين فريقي نادي أبردين، ونادي سلتيك، وفاز فيها نادي أبردين، بعد أن هزم نادي سلتيك، بنتيجة 3 - 1، وكان حكم المباراة Bobby Davidson ‏، وحضر المباراة 108434 شخصاً.

## تفاصيل المباراة
لعبت المباراة النهائية في 11 أبريل 1970.
| نادي أبردين | 3 -1 | نادي سلتيك |
| ----------- | ---- | ---------- |
|             |      |            |